# المؤسسة الوطنية الفلسطينية للتمكين الاقتصادي
المؤسسة الوطنية الفلسطينية للتمكين الاقتصادي هي مؤسسة حكومية فلسطينية تأسست عام 2018، وتُعنى بدعم وتمكين الفئات الفقيرة والمهمشة في المجتمع الفلسطيني من خلال برامج اقتصادية تنموية تهدف إلى تحسين مستوى المعيشة وتعزيز الاستقلال الاقتصادي للأسر المستفيدة. تعمل المؤسسة تحت إشراف مجلس الوزراء الفلسطيني وتُعد من أدوات الحكومة لتعزيز الصمود والتنمية الاقتصادية في الضفة الغربية وقطاع غزة.

## النشأة والتأسيس
أُنشئت المؤسسة بقرار من مجلس الوزراء الفلسطيني عام 2018، ضمن سياسة وطنية شاملة للحد من الفقر والبطالة، واستجابةً للحاجة إلى مأسسة الجهود الرامية إلى التمكين الاقتصادي للأفراد والعائلات ذات الدخل المحدود. وتعدّ إحدى نتائج الشراكة بين الحكومة الفلسطينية ومؤسسات المجتمع المدني والقطاع الخاص.

## الأهداف
تهدف المؤسسة إلى:
تعزيز التمكين الاقتصادي للفئات المهمشة، خاصة الشباب والنساء.
توفير فرص العمل المستدامة من خلال دعم المشاريع الصغيرة ومتناهية الصغر.
تقليص معدلات الفقر والبطالة.
دمج الفئات الضعيفة في الاقتصاد الفلسطيني المنتج.
دعم التنمية المحلية وتحقيق العدالة الاقتصادية.

## الأنشطة والبرامج
تقدم المؤسسة مجموعة من البرامج، من أبرزها:
برنامج التمويل الصغير: تقديم قروض ميسرة لرواد الأعمال من الفئات المستهدفة لبدء مشاريعهم أو تطويرها.
برامج التدريب والتأهيل: تشمل ورش عمل وتدريب مهني لزيادة كفاءة المستفيدين.
مشاريع التمكين المجتمعي: دعم مبادرات تنموية تشاركية بالتعاون مع البلديات والمؤسسات المحلية.
تمويل المشاريع الإنتاجية: دعم المشاريع الزراعية، الحرفية، والخدمية ذات الجدوى الاقتصادية العالية.

## الشراكات
تتعاون المؤسسة مع عدد من المؤسسات المحلية والدولية، مثل:
وزارة التنمية الاجتماعية الفلسطينية.
مؤسسات التمويل الأصغر المحلية.
مؤسسات دولية كبرنامج الأمم المتحدة الإنمائي (UNDP).
البنوك الوطنية والقطاع الخاص الفلسطيني.

## الإنجازات
حتى عام 2024، ساهمت المؤسسة في تمويل أكثر من 5000 مشروع صغير في مختلف المحافظات الفلسطينية، واستفادت منها آلاف الأسر. كما عملت على دعم النساء المعيلات وتمكين الشباب الرياديين، مما ساهم في خلق فرص عمل جديدة وخفض معدلات البطالة في بعض المناطق.

## المقر والإدارة
يقع المقر الرئيسي للمؤسسة في مدينة رام الله، ولها فروع ومكاتب تنسيقية في معظم المحافظات. وتُدار من قبل مجلس إدارة يتألف من ممثلين عن الجهات الحكومية والقطاع الخاص، ويرأسها عادة شخصية اقتصادية مرموقة يتم تعيينها من قبل مجلس الوزراء.